# Operacija Zid
Operacija Zid naziv je za obrambene pripreme i moguće napadne mjere Zbornoga područja Osijek Hrvatske vojske u sklopu operacije Bljeska. Akcija nije bila tek pasivne naravi t.j. trpljenje srpskih zračnih, topničkih i pješačkih napada. U slučaju aktiviranja srpskog napada, diplomatskih prepreka više nije bilo s obzirom na srpsko kršenje primirja na tom dijelu bojišta i hrvatske snage smjele su prijeći u protunapad i oslobađanje sjeveroistoka Hrvatske. HV je ovim planom predvidila izravno uključivanje SRJ. Slična je operaciji Fenixu sprovedenoj nekoliko mjeseci poslije.

## Cilj
Operacijom se htjeli spriječiti prodor srpskih snaga preko crte razdvajanja u sjeveroistočnoj Hrvatskoj. Vojska Jugoslavije imala je vojne planove akcija za obranu osvajačkih stečevina (plan Kopaonik, plan Drina, plan Gvozd).
Usprkos obvezivanju prema tim planovima, nije se uplela. Jedino što je poduzela jest na teritoriju SRJ na dijelu ka okupiranom hrvatskom Podunavlju gdje je poduzela mjere osiguranja i pripravnosti.